# Manzanas en Suecia: 240 variedades de manzanas en texto e imagen

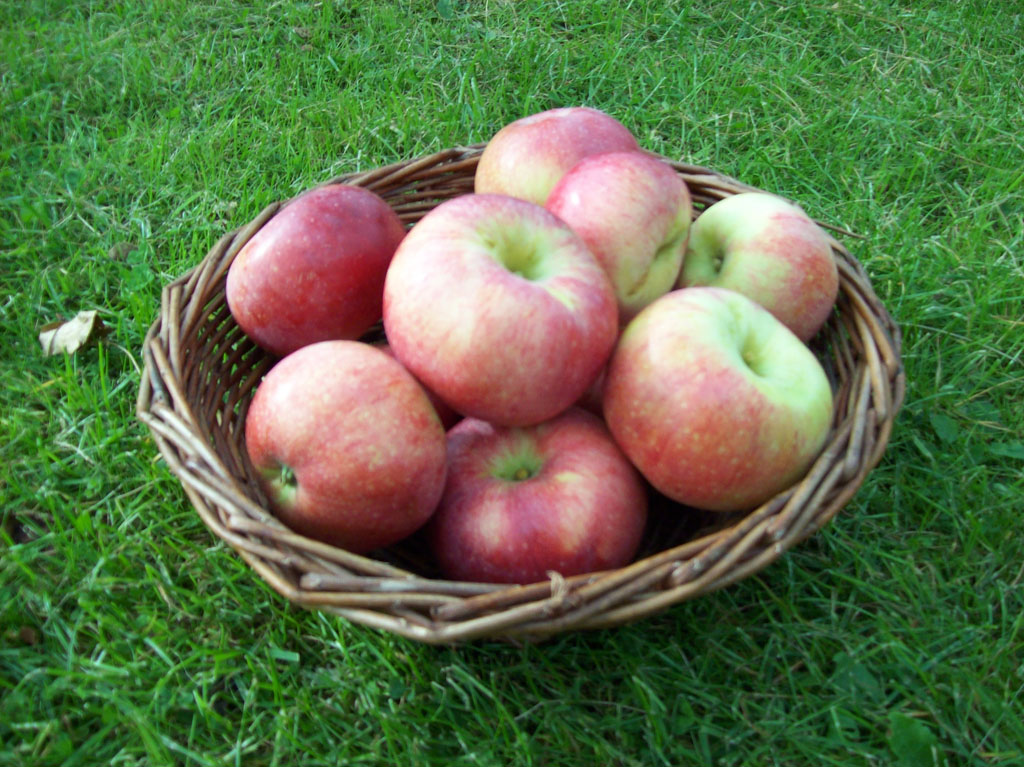
La variedad de manzana aroma, una de las variedades descritas.

Manzanas en Suecia: 240 variedades de manzanas en texto e imagen (en el idioma original sueco: Äpplen i Sverige : 240 äppelsorter i text och bild) es un libro de referencia sobre manzanas en el ámbito de Suecia, publicado por vez primera en 2003. 

## Descripción
Manzanas en Suecia es un libro muy completo que presenta la mayor parte de las manzanas cultivadas en Suecia, tanto de las variedades autóctonas, como las variedades procedentes de otras latitudes.
Es el nuevo libro de referencia de trabajo tanto para los cultivadores profesionales como para los aficionados. Håkan Svensson es el responsable del texto del libro y Kent Kastman es el responsable de las fotografías.

## Historia
El libro se publicó por vez primera en 2003.
Este libro fue el ganador del galardón "Svenska Måltidslitteratur" - (Literatura de comida sueca) del año 2004 en el apartado "debut del año".
La segunda edición tuvo su fecha de lanzamiento: 2005/06/16.